# W. Brantley Harvey
William Brantley Harvey Jr. (* 14. August 1930 in Walterboro, Colleton County, South Carolina; † 12. Dezember 2018 in Beaufort, South Carolina) war ein US-amerikanischer Politiker. Zwischen 1975 und 1979 war er Vizegouverneur des Bundesstaates South Carolina.

## Werdegang
Brantley Harvey besuchte die öffentlichen Schulen seiner Heimat. Im Jahr 1947 absolvierte er die Beaufort High School. Anschließend besuchte er die Militärschule The Citadel in Charleston. Daran schloss sich eine zweijährige Militärzeit in der US Army an. Nach einem anschließenden Jurastudium an der University of South Carolina und seiner 1955 erfolgten Zulassung als Rechtsanwalt begann er in der Kanzlei seines Vaters (Harvey & Battey) zu arbeiten. Dort sollte er über 50 Jahre lang seine berufliche Heimat finden.
Politisch schloss sich Harvey der Demokratischen Partei an. Zwischen 1958 und 1974 saß er als Abgeordneter im Repräsentantenhaus von South Carolina. 1974 wurde er an der Seite von James B. Edwards zum Vizegouverneur von South Carolina gewählt. Dieses Amt bekleidete er zwischen 1975 und 1979. Dabei war er Stellvertreter des Gouverneurs und Vorsitzender des Staatssenats. Nach seiner Zeit als Vizegouverneur bekleidete er weitere Regierungsämter. So war er unter anderem stellvertretender Vorsitzender der South Carolina Commission of Parks, Recreation and Tourism sowie als Commissioner of the South Carolina Department of Transportation Verkehrsminister seines Staates. Harvey war auch Mitglied zahlreicher anderer Organisationen und Vereinigungen.